# 施蘭德勒山
47°3′18″N 11°6′38″E / 47.05500°N 11.11056°E

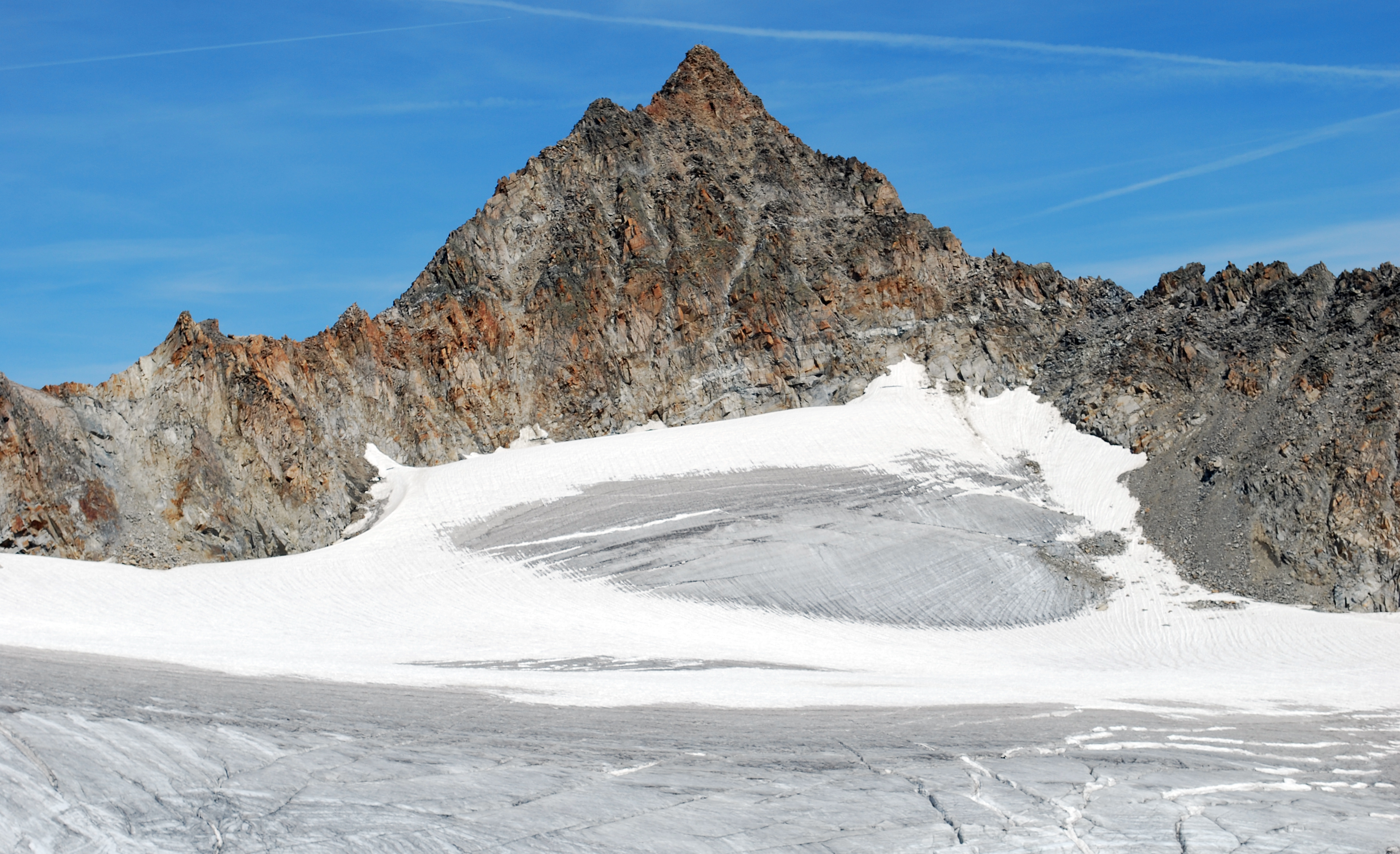

施蘭德勒山（德語：Schrandele），是奧地利的山峰，位於該國西部，由蒂羅爾州負責管轄，屬於斯圖拜阿爾卑斯山脈的一部分，距離施蘭科格爾山1.4公里，海拔高度3,392米，每年平均降雨量1,666毫米，人類在1870年首次登頂。